# 30 найкращих оповідань незалежної України
«30 найкращих оповідань незалежної України» — список, створений у 2021 році Радіо NV при підтримці Українського культурного фонду до тридцятої річниці Незалежності України.

## Журі
Оповідання були обрані професійним журі, до якого увійшли:
- Ярослава Стріха — перекладачка, літературознавиця;
- Ростислав Семків — викладач літературознавства в НаУКМА, директор видавництва «Смолоскип»;
- Богдана Романцова — літературна критикиня, редакторка;
- Остап Сливинський — перекладач, поет, віце-президент Українського ПЕН;
- Євгеній Стасіневич — літературний критик, літературознавець, який також став куратором цього проєкту.

## Переможці
До 30 найкращих українських оповідань незалежної України увійшли:
1. Юрій Андрухович — Самійло Немирич прекрасний розбишака (Збірка «Коханці юстиції»)
2. Володимир Арєнєв — Рапунцель (Збірка «Время жестоких снов»)
3. Катерина Бабкіна — Коробка з ґудзиками (Збірка «Щасливі голі люди»)
4. Андрій Бондар — Ахмад (Збірка «Церебро»)
5. Микола Вінграновський — Манюня (Збірка «Манюня»)
6. Євген Гуцало — Скажений чорнобильский собака (Збірка «Скажений чорнобильський собака»)
7. Володимир Діброва — Пісні Бітлз (Збірка «Вибгане»)
8. Сергій Жадан — Берлін, який ми втратили (Збірка «Біґ мак»)
9. Сергій Жадан — Лука (Збірка «Месопотамія»)
10. Оксана Забужко — Дівчатка (Збірка «Після третього дзвінка вхід до зали забороняється»)
11. Оксана Забужко — Сестро, сестро (Збірка «Після третього дзвінка вхід до зали забороняється»)
12. Юрій Іздрик — Острів КРК (Збірка «Острів КРК та інші історії»)
13. Олександр Ірванець — Наш вожатий Фреді Крюгер (Збірка «Квіти в темній кімнаті»)
14. Катерина Калитко — Вода (Збірка «Земля загублених, або маленькі страшні казки»)
15. Маріанна Кіяновська — Все що треба (Збірка «Стежка вздовж ріки»)
16. Олег Лишега — Людина в просторі (Збірка «Друже Лі Бо, брате Ду Фу»)
17. Оксана Луцишина — Любий таточко (Збірка «Не червоніючи»)
18. Василь Махно — Дім у Бейтінґ Голлов (Збірка «Дім у Бейтінґ Голлов»)
19. Олександр Михед — 18, 17, 6, 3, 2, 2, 1 (Збірка «Транзишн»)
20. Костянтин Москалець — Споглядання черешні (Збірка «Досвід коронації»)
21. Сергій Осока — Балада про квашені помідори (Збірка «Нічні купання в серпні»)
22. Галина Пагутяк — Тебе спалить сонце (Збірка «Захід сонця в Урожі»)
23. Лесь Подерв'янський — Гамлєт, або Феномен датського кацапізму (Збірка «Герой нашого часу»)
24. Тарас Прохасько — Від чуття при сутності (Збірка «Лексикон таємних знань»)
25. Тарас Прохасько — Некрополь (Збірка «Лексикон таємних знань»)
26. Наталка Сняданко — Дідова історія (Збірка «Сезонний розпродаж блондинок»)
27. Олесь Ульяненко — Біля самого синього моря (Збірка «Яйця динозавра»)
28. Сашко Ушкалов — Жесть (Збірка «Жесть (sho(r)t stories)»)
29. Ірина Цілик — Гайтавер (Збірка «Червоні на чорному сліди»)
30. Артем Чех — У нашу річницю десь на Донбасі (Збірка «Точка нуль»)